# Попова къща (Вевчани)
Поповата къща (на македонска литературна норма: Куќа на Поповци) е възрожденска къща в село Вевчани, Република Македония. Сградата е обявена за значимо културно наследство на Република Македония.

## История
Къщата е построена в XIX век от Йован Поповски, който дълги години е на гурбет в Южна Русия и в Австрия.

## Архитектура
Сградата се състои от мазе, приземие и етаж. Приземието е от камък с дървени кушаци за изравняване. Така е изграден и етажът, като само южната му стена е паянтова конструкция с плет с глина и слама. Къщата е затворена в приземието, но се отваря с всички стаи и чардака на юг към двора. Етажът е еркерно издаден, подпрян с дървени косници на южната и на част от западната страна. На южната фасада има полузатворен чардак с ограда от дъски, частично над улицата и над двора. Покривът е дървена конструкция с керемиди.